# Великоваризьке сільське поселення
Великовари́зьке сільське поселення — колишнє муніципальне утворення в складі Балезінського району Удмуртії, Росія. Адміністративний центр — присілок Великий Вариж.
Розформоване 30 травня 2021 року законом Удмуртської Республіки за 17 травня 2021 року № 49-РЗ через переформування муніципального району на муніципальний округ.
Населення — 249 осіб (2015; 291 в 2012, 314 в 2010).
До складу поселення входять такі населені пункти:
| Населений пункт         | Населення, осіб (2010) | Населення, осіб (2012) |
| ----------------------- | ---------------------- | ---------------------- |
| Великий Вариж, присілок | 208                    | 188                    |
| Зятчашур, присілок      | 89                     | 89                     |
| Нове Липово, присілок   | 17                     | 14                     |

В поселенні діють початкова школа та садочок (Великий Вариж), бібліотека, 4 клуби, 2 фельдшерсько-акушерських пункти, виставковий центр. Серед підприємств працює ВАТ «Удмуртська птахофабрика».